# Gattyana nutti
Gattyana nutti är en ringmaskart som beskrevs av Pettibone 1955. Gattyana nutti ingår i släktet Gattyana och familjen Polynoidae. Inga underarter finns listade i Catalogue of Life.